# Яблонкование

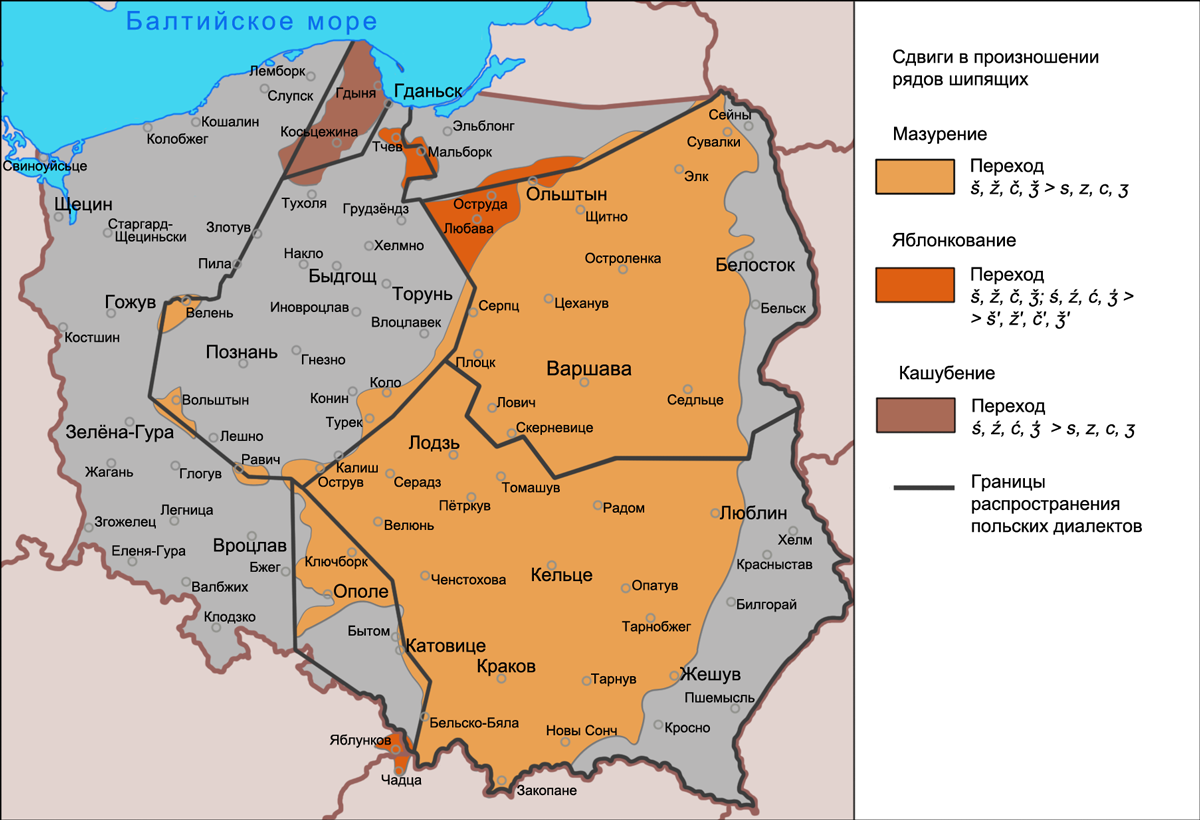
Ареалы яблонкования на территории распространения польских диалектов

Яблонкова́ние (пол. jabłonkowanie, sziakanie, siakanie) — фонетическое явление в польском языке, похожее на мазурение и кашубение. В яблонковании происходит смешение твёрдых шипящих (cz, sz, ż, dż) c палатализованными (ć, ś, ź, dź) в промежуточные звуки — śz, ćz, źż, dźż ([ʃʲ, tʃʲ, ʒʲ, dʒʲ]), например: śzćzekaćz — szczekać i ściekać, śzare śzano, ćzarne ćziele. Яблонкование является результатом стремления ограничить число палатализованных согласных в речи, которое в других польских говорах выразилось мазурением, кашубением, либо, как в литературном языке, депалатализацией согласных š’ и č’.

 Яблонкованием также иногда называют манеру выговаривать ś вместо sz (в некоторых диалектах), например, śpagat, śnurek, śklonka вместо szpagat, sznurek, szklanka.
Яблонкование встречается в яблонковском (отсюда название) и чадецком говорах силезского диалекта, в мазовецких немазуракающих говорах (любавских, острудских и варминских говорах мазовецкого диалекта), а также в мальборских говорах великопольского диалекта.